# Maltolo
Il maltolo è un composto organico presente in natura principalmente utilizzato come esaltatore di sapidità.
Si trova nella corteccia di larice, negli aghi di pino e nel malto arrostito (da cui prende il nome).
È una polvere bianca cristallina, solubile in acqua calda, cloroformio e altri solventi polari.

## Derivati del maltolo ad azione antitumorale
Alcuni derivati sintetici del maltolo sviluppati presso l'Università di Urbino hanno dimostrato possedere attività antiproliferativa verso cellule tumorali, inducendo meccanismi di apoptosi in vitro nei confronti di tali cellule.
Il maltolo è una sostanza naturale contenuta nel malto, nella cicoria, nel cocco, nel caffè e in molti altri prodotti e, se opportunamente modificato per via sintetica, potrebbe aiutare a costruire classi di molecole che spingono al "suicidio" le cellule malate.
I derivati del maltolo, oggetto di questi studi e per i quali è stata monitorata un'attività biologica antitumorale, non sono più quindi da considerare molecole presenti in natura perché derivate per modificazione chimica del maltolo stesso. 
La scoperta rappresenta un avanzamento nella ricerca di nuove strategie terapeutiche contro il cancro.
Questo lavoro è il frutto di una sinergia multidisciplinare tra due gruppi di ricerca: quello del prof. Mirco Fanelli, di estrazione prettamente biomedica, e quello del prof. Vieri Fusi, di estrazione prettamente chimica e ha visto il contributo, oltre che di Fanelli e Vieri, dei dott. Stefano Amatori, Irene Bagaloni, Mauro Formica e Luca Giorgi.
Il maltolo per sé presenta una scarsa attività antiproliferativa e solo a concentrazioni elevate, tanto da trovare impiego a basse concentrazioni come additivo alimentare per il suo aroma e le sue proprietà antiossidanti, ma – se opportunamente modificato – può dare origine a nuove molecole con interessanti proprietà biologiche.
Due molecole rappresentative di questa classe di composti sono state al momento sintetizzate e caratterizzate nella loro capacità d'indurre alterazioni della cromatina e, quindi, di condurre le cellule a rispondere in termini biologici.
Questa classe di composti è caratterizzata da interessanti proprietà chimico/fisiche che li rende capaci sia di raggiungere l'interno della cellula che di esplicare le loro funzioni nel nucleo, dove risiede il genoma (e dunque la cromatina).
I due gruppi di studio di Urbino hanno monitorato come alcuni modelli neoplastici (colture cellulari in vitro) fossero sensibili ai trattamenti con le due molecole (denominate malten e maltonis): le cellule, in risposta ai trattamenti, dapprima alterano la loro capacità di replicare e, successivamente, inducono un importante processo biologico che le conduce ad un vero e proprio suicidio (denominato morte cellulare programmata).
Tali fenomeni sono accompagnati da importanti alterazioni dell'espressione genica in funzione di una risposta atta a eliminare quelle micromodificazioni che sia malten che maltonis sono capaci d'indurre all'interno della cellula.
Gli studi sino ad ora condotti, pubblicati su riviste internazionali, hanno fornito il presupposto per proseguire gli studi su modelli tumorali in vivo.
Tali studi, sebbene preliminari, hanno fornito risultati interessanti su un modello di sarcoma pediatrico.

## Utilizzo come additivo alimentare
Per il fatto che possiede l'odore dello zucchero filato e del caramello, il maltolo è utilizzato per impartire una fragranza dolce agli aromi.
La dolcezza del maltolo si aggiunge al profumo del pane appena cotto.
Inoltre, il maltolo è utilizzato come esaltatore di sapidità (INS Number 636; E 636) nel pane e nei dolci.
L'assunzione giornaliera accettabile è fino a 1 mg/kg di peso corporeo.
Il maltolo, come i composti correlati al 3-idrossi-piran-4-one quali l'acido cogico, si lega ai centri metallici duri, come il Fe3+, il Ga3+, l'Al3+ e il VO2+.
In relazione a questa proprietà, si è osservato che il maltolo aumenta parecchio l'assunzione di alluminio nel corpo e incrementa la biodisponibilità orale del gallio e del ferro.